# Newton Cannon
Newton Cannon (Contea di Guilford, 22 maggio 1781 – Nashville, 16 settembre 1841) è stato un politico statunitense che fu governatore del Tennessee dal 1835 al 1839.
Fu anche eletto per due mandati alla Camera dei rappresentanti, dal 1814 al 1817 e dal 1819 al 1823. Cannon fu per tutta la vita nemico di Andrew Jackson, e passò molta della sua carriera politica opponendosi alle sue politiche.

## Gioventù
Nato nella contea di Guilford in Carolina del Nord, Cannon era figlio di Minos Cannon, soldato dell'Esercito Continentale. La famiglia si trasferì nella zona che in seguito divenne la Contea di Williamson (Tennessee) attorno al 1790.
Cannon ricevette un'educazione standard e provò varie occupazioni da giovane, diventando sellaio, mercante e agrimensore e studiando legge prima di diventare agricoltore nella contea di Williamson.

## Carriera
Cannon entrò in carriera politica nel 1811, rappresentando le contee di Williamson, Rutherford, Maury, Bedford, Lincoln e Giles al senato statale nella 9ª assemblea generale del Tennessee (1811–1812). Prestò servizio nella guerra Creek del 1813 come colonnello dei fucilieri a cavallo del Tennessee.
Nel 1813 si candidò per la Camera dei rappresentanti perdendo l'elezione contro Felix Grundy. Vinse il seggio come democratico-repubblicano l'anno seguente, in un'elezione speciale tenutasi dopo le dimissioni di Grundy. Cannon fu in seguito rieletto alla Camera, restando in servizio dal 16 settembre 1814 al 3 marzo 1817. Nel 1819 accettò dal presidente James Monroe l'incarico di negoziare un trattato con i Chickasaw. Fu letto nuovamente alla camera per il 16º Congresso e vinse la rielezione al 17°, restando in servizio dal 4 marzo 1819 al 3 marzo 1823.

### Governatorato
Cannon cercò di diventare governatore del Tennessee la prima volta nel 1827 sfidando Sam Houston, l'ex governatore Willie Blount, Felix Grundy e l'anziano pioniere John Rhea. Cannon perse l'elezione, vinta da Houston con 44 426 voti contro 33 410. In seguito tornò all'assemblea generale come senatore statale, rappresentando le contee di Rutherford e Williamson nella 18ª assemblea generale (1829–1830) e schierandosi con Andrew Erwin, John Williams e Davy Crockett contro le politiche di Jackson e dei suoi alleati. Fu eletto delegato alla convenzione costituzionale del Tennessee del 1834, dove fu presidente del comitato.
Cannon si candidò nuovamente a governatore nel 1835, sconfiggendo William Carroll per 41 970 voti a 31 205. Carroll fu un governatore popolare, e cercò di venire eletto per la quarta volta consecutiva ad un mandato di due anni nonostante la costituzione statale prevedesse un massimo di tre mandati. Carroll sostenne che il limite al numero di mandati non era più valido in quanto la costituzione era stata sostituita da quella del 1834. Cannon ammise però che la costituzione del 1834 era solo una revisione della precedente. L'opinione di Cannon prevalse evidentemente tra l'elettorato. L'elezione di Cannon fu aiutata anche dalla divisione tra i democratici-repubblicani del Tennessee che presentarono sia Hugh Lawson White che Martin Van Buren.
Cannon fu il primo membro del partito Whig ad essere eletto governatore del Tennessee. Divenne il primo governatore a beneficiare degli aumentati poteri garantiti al suo mandato dalla costituzione statale del 1834. Da governatore, nel 1836 convocò la prima sessione speciale della legislatura nella storia dello stato.
Cannon fu rieletto ad un secondo mandato da governatore nel 1837, sconfiggendo il generale Robert Armstrong. Nel suo secondo mandato da governatore sia la camera che l'assemblea generale furono controllati dai Whig, e la legislatura approvò numerose proposte per la creazione di una nuova banca statale e per l'espansione del sostegno statale a miglioramenti interni quali strade, ferrovie e canali. Sostenitore dell'istruzione pubblica, Cannon destinò una parte degli incassi della banca statale al finanziamento delle scuole. Cannon fu criticato pubblicamente per la sua applicazione delle nuove leggi, soprattutto in Tennessee orientale, dove i votanti subirono la sua mancanza di sostegno alla Hiwassee Railroad.
Nel 1839 i democratici, decisi a sconfiggere Cannon, convinsero il presidente della Camera dei rappresentanti James Knox Polk a concorrere contro di lui. I due candidati girarono lo stato insieme per partecipare ad una serie di dibattici pubblici, il primo dei quali si svolse a Murfreesboro l'11 aprile 1839. Cannon teneva discorsi più lenti su argomenti più metodici, e fu eclissato nei dibattiti dal rapido e spiritoso Polk. Alla fine Polk vinse di misura su Cannon per 54 680 voti a 52 114.
Cannon avrebbe voluto sfidare di nuovo Polk nel 1841, ma i capi Whig decisero di candidare al suo posto James Chamberlain Jones, pensando che Cannon non sarebbe stato in grado di vincere.
Cannon morì a Nashville all'età di 60 anni, soli due anni dopo la sua ultima candidatura a governatore. Fu sepolto in un cimitero nella sua proprietà della contea di Williamson nei pressi di Allisona.

### Opposizione ad Andrew Jackson
Per tutta la sua carriera politica Newton Cannon fu noto per l'antagonismo nei confronti di Andrew Jackson, alle cui politiche si oppose costantemente. Sono state ipotizzate tre diverse interazioni tra i due come origine dell'antipatia di Cannon per Jackson. La prima coinvolge un ippodromo noto come Clover Bottom gestito da Jackson con un paio di fratelli, William e Patten Anderson. Si dice che Cannon abbia perso molti soldi e proprietà a causa del gioco a Clover Bottom, e si dice che avesse incolpato Jackson e gli Andersons per le perdite, accusandoli di avere combinato le gare. Il secondo incontro avvenne nel 1812, quando Cannon fece parte di una giuria in u processo a Jonathan Magness che, con i figli David e Perry Green, era stato accusato dell'omicidio di Patten Anderson. Dopo che la giuria emise un verdetto di non colpevolezza, si dice che Jackson abbia scosso il pugno in gesto di minaccia contro Cannon, dicendogli "Ti terrò d'occhio, giovane uomo". Forse la spiegazione più avvincente riguarda la disapprovazione di Cannon per la leadership militare di Jackson quando servì in un distaccamento guidato da Jackson durante la guerra Creek. Si dice che Cannon fosse convinto abbia messo volontariamente a repentaglio la vita di Cannon e dei suoi uomini.

## Famiglia e rataggio
Cannon si sposò due volte. Nel 1813 sposò Leah Pryor Perkin, che morì nel 1816. Nel 1818 sposò Rachel Starnes Willborn. Fu padre di dieci figli. Una figlia, Rachel Adeline Cannon Maney, fu per molti anni proprietaria di una proprietà a Murfreesboro. La rivista stampata durante la guerra di secessione da un nipote, chiamato anch'esso Newton Cannon, fu pubblicata nel 1963 col titolo di The Reminiscences of Newton Cannon: First Sergeant, 11th Tennessee Cavalry, C.S.A.
La contea di Cannon in Tennessee, fondata durante il governatorato di Cannon, è dedicata a lui.